# 76. ročník udílení Oscarů
76. ročník udílení Oscarů proběhl 29. února 2004 v Kodak Theatre Hollywood, Los Angeles a udílel ocenění pro nejlepší filmařské počiny roku 2003. Udílely se ceny ve 24 kategoriích a producentem byl Gil Cates. Večer moderoval Billy Crystal.

## Nominace a vítězové
Vítězové v dané kategorii jsou uvedeni tučně.
| Nejlepší film | Nejlepší režie |
| --- | --- |
| Pán prstenů: Návrat krále - Ztraceno v překladu - Master & Commander: Odvrácená strana světa - Tajemná řeka - Seabiscuit | Peter Jackson – Pán prstenů: Návrat krále - Fernando Meirelles – Město bohů - Sofia Coppola – Ztraceno v překladu - Peter Weir – Master & Commander: Odvrácená strana světa - Clint Eastwood – Tajemná řeka                                                                                                |
| Nejlepší herec | Nejlepší herečka |
| Sean Penn jako Jimmy Markum – Tajemná řeka - Johnny Depp jako kapitán Jack Sparrow – Piráti z Karibiku - Ben Kingsley jako Amir Behrani – Dům z písku a mlhy - Jude Law jako W. P. Inman – Návrat do Cold Mountain - Bill Murray jako Bob Harris – Ztraceno v překladu | Charlize Theronová jako Aileen Wuornos – Zrůda - Keisha Castle-Hughes jako Paikea Apirana – Pán velryb - Diane Keatonová jako Erica Barry – Lepší pozdě nežli později - Samantha Morton jako Sarah Sullivan – In America - Naomi Watts jako Cristina „Cris“ Williams-Peck – 21 gramů                       |
| Nejlepší herec ve vedlejší roli | Nejlepší herečka ve vedlejší roli |
| Tim Robbins jako Dave Boyle – Tajemná řeka - Alec Baldwin jako Sheldon „Shelly“ Kaplow – Smolař - Benicio del Toro jako Jack Jordan – 21 gramů - Djimon Hounsou jako Mateo Kuamey – In America - Ken Watanabe jako lord Moritsugu Katsumoto – Poslední samuraj | Renée Zellweger jako Ruby Thewes – Návrat do Cold Mountain - Shohreh Aghdashloo jako Nadereh Behrani – Dům z písku a mlhy - Patricia Clarkson jako Joy Burns – Večeře s April - Marcia Gay Harden jako Celeste Boyle – Tajemná řeka - Holly Hunter jako Melanie Freeland – Třináctka                       |
| Nejlepší původní scénář | Nejlepší adaptovaný scénář |
| Ztraceno v překladu – Sofia Coppola - Invaze barbarů - Denys Arcand - Špína Londýna – Steven Knight - Hledá se Nemo – Andrew Stanton, Bob Peterson a David Reynolds - In America – Jim Sheridan, Naomi Sheridan a Kirsten Sheridan | Pán prstenů: Návrat krále – Fran Walsh, Philippa Boyens a Peter Jackson - Můj svět – Shari Springer Berman a Robert Pulcini - Město bohů – Bráulio Mantovani - Tajemná řeka – Brian Helgeland - Seabiscuit – Gary Rossbased                                                                                |
| Nejlepší cizojazyčný film | Nejlepší dokument |
| Invaze barbarů (Kanada) – Denys Arcand - Zlo mezi námi (Švédsko) – Mikael Håfström - Soumrak (Japonsko) – Yoji Yamada - Twin Sisters (Nizozemsko) – Ben Sombogaart - Želary (Česko) – Ondřej Trojan | Mlha války – Errol Morris a Michael Williams - Balseros – Carlos Bosch a Josep Maria Domenech - Vše o Friedmanových – Andrew Jarecki a Marc Smerling - Můj architekt Louis Kahn – Nathaniel Kahn a Susan Rose Behr - The Weather Underground – Sam Green a Bill Siegel                                     |
| Nejlepší krátký dokument | Nejlepší krátký hraný film |
| Černobylské srdce – Maryann DeLeo - Asylum – Sandy McLeod a Gini Reticker - Ferry Tales – Katja Esson | Two Soldiers – Aaron Schneider a Andrew J. Sacks - Die Rote Jacke– Florian Baxmeyer - Most – Bobby Garabedian a William Zabka - Squash – Lionel Bailliu - (A) Torzija [(A) Torsion] – Stefan Arsenijević                                                                                                   |
| Nejlepší animovaný film | Nejlepší krátký animovaný film |
| Hledá se Nemo – Andrew Stanton - Medvědí bratři – Aaron Blaise a Robert Walker - Trio z Belleville – Sylvain Chomet | Harvie Krumpet – Adam Elliot - Boundin' – Bud Luckey - Destino – Dominique Monfery a Roy Edward Disney - Scratovo dobrodružství – Carlos Saldanha a John C. Donkin - Nibbles – Christopher Hinton |
| Nejlepší píseň | Nejlepší zvukové efekty |
| „Into the West“ – Fran Walsh, Howard Shore a Annie Lennox – Pán prstenů: Návrat krále - „Belleville Rendez-vous“ – Benoît Charest a Sylvain Chomet – Trio z Belleville - „A Kiss at the End of the Rainbow“ – Michael McKean a Annette O'Toole – Vichřice - „Scarlet Tide“ – T Bone Burnett a Elvis Costello – Návrat do Cold Mountain - „You Will Be My Ain True Love“ – Sting – Návrat do Cold Mountain                 | Master & Commander: Odvrácená strana světa – Richard King - Hledá se Nemo – Gary Rydstrom a Michael Silvers - Piráti z Karibiku: Prokletí Černé perly – Christopher Boyes a George Watters II |
| Nejlepší zvuk | Nejlepší výprava |
| Pán prstenů: Návrat krále – Christopher Boyes, Michael Semanick, Michael Hedges a Hammond Peek - Poslední samuraj – Andy Nelson, Anna Behlmer a Jeff Wexler - Master & Commander: Odvrácená strana světa – Paul Massey, Doug Hemphill a Art Rochester - Piráti z Karibiku: Prokletí Černé perly – Christopher Boyes, David Parker, David Campbell a Lee Orloff - Seabiscuit – Andy Nelson, Anna Behlmer a Tod A. Maitland | Pán prstenů: Návrat krále – Grant Major,Dan Hennah a Alan Lee - Dívka s perlou – Ben Van Os a Cecile Heideman - Poslední samuraj – Lilly Kilvert a Gretchen Rau - Master & Commander: Odvrácená strana světa – William Sandell a Robert Gould - Seabiscuit – Jeannine Oppewall a Leslie Pope               |
| Nejlepší kamera | Nejlepší střih |
| Master & Commander: Odvrácená strana světa – Russell Boyd - Město bohů – Cesar Charlone - Návrat do Cold Mountain – John Seale - Dívka s perlou– Eduardo Serra - Seabiscuit – John Schwartzman | Pán prstenů: Návrat krále – Jamie Selkirk - Město bohů – Daniel Rezende - Návrat do Cold Mountain – Walter Murch - Master & Commander: Odvrácená strana světa – Lee Smith - Seabiscuit – William Goldenberg                                                                                                |
| Nejlepší masky | Nejlepší kostýmy |
| Pán prstenů: Návrat krále – Richard Taylor a Peter King - Master & Commander: Odvrácená strana světa – Edouard Henriques III a Yolanda Toussieng - Piráti z Karibiku: Prokletí Černé perly– Ve Neill a Martin Samuel | Pán prstenů: Návrat krále – Ngila Dickson a Richard Taylor - Dívka s perlou – Dien van Straalen - Poslední samuraj – Ngila Dickson - Master & Commander: Odvrácená strana světa – Wendy Stites - Seabiscuit – Judianna Makovsky                                                                            |
| Nejlepší hudba | Nejlepší vizuální efekty |
| Pán prstenů: Návrat krále – Howard Shore - Velká ryba – Danny Elfman - Návrat do Cold Mountain – Gabriel Yared - Hledá se Nemo – Thomas Newman - Dům z písku a mlhy – James Horner | Pán prstenů: Návrat krále – Jim Rygiel, Joe Letteri, Randall William Cook a Alex Funke - Master & Commander: Odvrácená strana světa – Dan Sudick, Stefen Fangmeier, Nathan McGuinness a Robert Stromberg - Piráti z Karibiku: Prokletí Černé perly – John Knoll, Hal Hickel, Charles Gibson a Terry Frazee |